# Toni Basil
Toni Basil (Philadelphia, 22 september 1943) is een Amerikaans choreograaf en zangeres. Haar eigenlijke naam was Antonia Christina Basilotta.
Haar vader was orkestleider, haar moeder danseres in The Ed Sullivan Show.
Als zangeres had Basil maar één grote hit. Toch had ze een carrière als choreograaf die zes decennia duurde.
Basil was choreograaf en actrice, en werd het bekendst door haar Billboard Hot 100-hit Mickey, dat in 1982 werd geschreven door Chinn & Chapman. Haar optredens werden door Paula Abdul van choreografie voorzien. Zelf was Basil de choreograaf voor onder anderen David Bowie.
- Biblioteca Nacional de España: XX1773042
- Gemeinsame Normdatei: 134322517
- International Standard Name Identifier: 0000 0000 6302 027X
- Library of Congress Control Number: n92119923
- MusicBrainz: 918bdb15-3c8a-4123-b438-b3cf72782508
- Nationale bibliotheek van Australië: 35154715
- Trove: 844638
- Union List of Artist Names: 500474187
- Virtual International Authority File: 291956861
- WorldCat: E39PCjKD7XGHDfh6bgGMrc8vjK